# المصرف الصناعي (سورية)
المصرف الصناعي (سورية)، (بالإنجليزية: Industrial Bank)، بنك سوري يقوم بجميع الأعمال المصرفية لخدمة المشاريع الصناعية العامة والخاصة والمشاريع الاستثمارية .

## نبذة عن البنك
يعتبر المصرف الصناعي السوري البنك السوري الوحيد المتخصص في تمويل الأنشطة الصناعية، وقد تأسس بموجب القانون رقم /177/ لعام 1958 برأسمال قدره12.5 مليون ليرة سورية، وقد كان الهدف الأساسي لتأسيسه دعم الصناعة المحلية بكافة أنواع القروض والتسهيلات المصرفية.

وقد تطور رأس المال الأسمي للبنك حتى أصبح عشرة مليارات ليرة سورية بموجب القانون رقم /25/ لعام 2009.

## أهداف البنك
صدر القانون رقم /28/ لعام 2010 الذي ألغى العمل بالقانون رقم /177/ لعام 1958، وأصبحت أهداف البنك الصناعي تقديم قروض للمشاريع الصناعية العامة والخاصة والمشاريع الاستثمارية الأخرى والمساهمة في النهوض بالاقتصاد الوطني من خلال:
1. تقديم التسهيلات الائتمانية لآجال مختلفة ولمدة لا تتجاوز خمسة عشر عاماً.
2. تقديم خدمات مصرفية مختلفة بما في ذلك القيام بالعمليات الخارجية لعملاء المصرف بما لا يتعارض مع أنظمة القطع النافذة.
3. المساهمة في مؤسسات مالية وطنية وتداول الأوراق المالية، وللمصرف حق الاحتفاظ بالأوراق المالية التي يملكها أو بيعها وفقاً للقوانين النافذة ولمصلحة المصرف في الأسواق المالية تبعاً لمقتضيات المصلحة، بعد الحصول على الموافقة المسبقة من وزير المالية.

## إدارة البنك
يتولى إدارة المصرف مجلس إدارة يتألف من ثمانية أشخاص، يرأسه رئيس مجلس الإدارة ويضم في عضويته سبعة أعضاء من مدراء المصرف بمن
فيهم أمين السر، كما يضم عضوين ممثلين للعمال يسميهما اتحاد العمال. ومجلس الإدارة هو السلطة المختصة برسم السياسة التي يسير عليها المصرف لتحقيق الغرض الذي قام من أجله. ويتولى الإدارة العامة المدير العام رئيس مجلس الإدارة وفيها إحدى عشرة مديرية.

## إنتشار البنك
يمتلك المصرف الصناعي السوري 17 فرعاً منتشرة على المحافظات التالية:
| الفرع      | عنوان الفرع                                                         | العنوان المؤقت                                                           |
| ---------- | ------------------------------------------------------------------- | ------------------------------------------------------------------------ |
| دمشق 1     | شارع 29 أيار-جانب مسرح القباني                                      |                                                                          |
| دمشق 2     | الحريقة-امتداد شارع معاوية-سوق الصاغة القديم                        |                                                                          |
| داريا      | شارع دمشق                                                           | شارع 29 أيار بناء فرع دمشق 1                                             |
| يبرود      | شارع الجلاء قرب المجمع الاستهلاكي                                   |                                                                          |
| درعا       | شارع جول جمال                                                       | بناء الحرفيين جانب بناء البريد                                           |
| السويداء   | ساحة السيد الرئيس-مجمع المصارف-ط5-مقابل قيادة الشرطة                |                                                                          |
| حمص        | شارع ابن خلدون                                                      | حي عكرمة الجديدة-تقاطع شارعي بنت النعمان وتوفيق البكري مقابل جامعة البعث |
| حماة       | ساحة العاصي-غرب البلدية القديمة ومبنى جامعة حماة                    |                                                                          |
| حلب        | السبع بحرات وراء الجامع الاموي                                      | ضمن المصرف المركزي-منطقة بارون جانب المتحف الوطني مباشرة                 |
| اللاذقية   | شارع عبد القادر الجزائري مقابل مشفى الرازي قرب المصرف التجاري فرع 4 |                                                                          |
| طرطوس      | المشبكة العليا-شارع القدس مقابل مؤسسة الكهرباء                      |                                                                          |
| دير الزور  | حي القصور-شارع حمود العبد-جانب القنصلية الأرمنية                    |                                                                          |
| الرقة      | شارع 23 شباط                                                        | مغلق حالياً                                                               |
| الحسكة     | شارع جمال عبد الناصر                                                |                                                                          |
| القامشلي   | شارع زكي الأرسوزي                                                   |                                                                          |
| إدلب       | شارع المالكي مقابل المحافظة                                         | مغلق حالياً                                                               |
| جسر الشغور | فوق كراج الانطلاق                                                   | مغلق حالياً                                                               |

## خدمات البنك
يقدم المصرف الصناعي مختلف المنتجات المصرفية التمويلية والخدمية ومنها:
1. التسهيلات الائتمانية للمشاريع الصناعية.
2. التسهيلات الائتمانية للمشاريع الاستثمارية.
3. القروض التنموية.
4. تسهيلات خاصة بالمقاولين والمهندسين.
5. اعتماد الحساب الجاري مدين (الشامل).
6. شراء الشيكات والسحوبات.
7. سلف على عقود التصدير ووثائق الشحن للتصدير.
8. التسهيلات غير المباشرة (الكفالات والقبولات).
9. الخدمات المتعلقة بالودائع والحسابات الجارية.
10. الحوالات.
11. الأمانات (تأجير الصناديق الحديدية).
12. الادخار الصناعي عن طريق فتح ودائع لأجل والاستفادة من قروض بنسبة هذه الودائع لإنشاء صناعات جديدة أو توسيع صناعات قائمة.
13. تمويل المخترعين بقروض متوسطة أو طويلة لإقامة مشروعات.
14. مساهمات المصرف في تأسيس شركات مساهمة مالية ووطنية، وشراء أسهم وسندات خاصة بها.
15. قروض للعاملين وفقاً للقوانين والأنظمة.

## وصلات خارجية
- المصرف المركزي السوري.
- موقع وزارة المالية السورية.
- سوق دمشق للأوراق المالية.
- هيئة الأوراق والأسواق المالية السورية.